# Pothyne strigatoides
Pothyne strigatoides là một loài bọ cánh cứng trong họ Cerambycidae.